# Phare de Punta del Ferraione
Le phare de Punta del Ferraione (en italien : Faro di Punta del Ferraione) or phare de Capraia est un phare actif situé à l'extrémité sud de l'île de Capraia (archipel toscan) sur la commune de Capraia Isola (province de Livourne), dans la région de Toscane en Italie. Il est géré par la Marina Militare.

## Histoire
Le phare a été construit en 1868 et rénové en 1908 à Capraia Isola, port de l'île de Capraia au nord-ouest de l'île d'Elbe.
Le phare marque le passage du canal de Corse qui sépare le cap Corse de la Toscane. Il est entièrement automatisé et alimenté par le réseau électrique.

## Description
Le phare  est une tour quadrangulaire en maçonnerie de 12 m de haut, avec galerie et lanterne, au coin nord d'une maison de gardien en maçonnerie de deux étages. La tour est peinte en blanc, ainsi que le bâtiment, et le dôme de la lanterne octogonale est gris métallique. Il émet, à une hauteur focale de 30 m, un long blanc de 2 secondes toutes les 6 secondes. Sa portée est de 16 milles nautiques (environ 30 km) pour le feu principal et 10 milles nautiques (environ 19 km) pour le feu de veille.
Identifiant : ARLHS : ITA-127 ; EF-1996 - Amirauté : E1400 - NGA : 8864 .

## Caractéristiques dufeu maritime
Fréquence : 6 (W)
- Lumière : 2 secondes
- Obscurité : 4 secondes

|                 |
| Archipel Toscan |

|                  |
| L'île de Capraia |

|          |
| Le phare |

### Lien connexe
- Liste des phares de l'Italie
- Sémaphore de Monte Arpagna (désaffecté)